# Josef von Helden
Josef von Helden (* 2. Oktober 1964 in Mönchengladbach) ist Professor für Informatik an der Hochschule Hannover.

## Leben
Von Helden promovierte an der RWTH Aachen, wo er zuvor Informatik und Betriebswirtschaftslehre studierte.  Bevor er 1999 eine Professur an der Hochschule Hannover (damals noch Fachhochschule Hannover) erhielt, arbeitete er für die IT-Security-Abteilung von Debis. Er lehrt und forscht dort vorwiegend zu den Gebieten Betriebssysteme, Rechnernetze und IT-Sicherheit. Darüber hinaus war er an der Hochschule als Dekan der Fakultät IV und mehr als neun Jahre im Hochschulsenat tätig.
Von Helden wurde am 25. März 2014 zum Präsidenten der Hochschule Hannover gewählt und hat das Amt am 12. Mai 2014  angetreten.
Von Helden gründete die Forschungsgruppe Trust@HsH (ursprünglich Trust@FHH), die sich vorwiegend mit Sicherheitsaspekten von informationstechnologischen Infrastrukturen beschäftigt. Darüber hinaus ist er unter anderem tätig als Wissenschaftliches Mitglied der Netzkommission der Deutschen Forschungsgemeinschaft (DFG)

## Publikationen (Auswahl)
- Ingo Bente u. a.: Interoperable remote attestation for VPN environments (work in progress). In: Lecture Notes in Computer Science. 6802 LNCS, 2011, S. 302–315, doi:10.1007/978-3-642-25283-9_20.
- Josef von Helden, Stefan Wohlfeil: Eine Sicherheitsarchitektur für offene, lokale Netze. Realisierung durch Open Source Software? In: Informatik Live!, INFORMATIK, Jahrestagung der Gesellschaft für Informatik (GI), 2005 (= GI-Edition. Lecture Notes in Informatics (LNI), Proceedings). Band 67. GI – Gesellschaft für Informatik, Bonn 2005, ISBN 3-88579-396-2, S. 116–120.
- Josef von Helden: Verbesserung der Authentifizierung in IT-Systemen durch spezielle Dienste des Betriebssystems. Shaker Verlag, Aachen 1995, ISBN 3-8265-0897-1 (Als Ms. gedr).